# Гонка на выбывание
Гонка на выбывание — дисциплина трекового велоспорта, в которой гонщик, пересекающий линию каждого промежуточного финиша последним, выбывает из гонки. Входит в состав омниума.
Промежуточный финиш разыгрывается:
- на каждом втором круге — на треке длиной до 333,33 метров;
- на каждом круге — на треке длиной 333,33 метров и более[1].